# جان آنتوان نو
جان آنتوان نو (فرانسوی: John Antoine Nau‎; ۱۹ نوامبر ۱۸۶۰ – ۱۷ مارس ۱۹۱۸) با نام واقعی اوژن لئون ادوارد تورکه فرانسوی: JEugène Léon Édouard Torquet‎، یک شاعر و نویسنده اهل فرانسه است. معروف‌ترین رمان او نیروی دشمن است که او را نخستین برنده جایزه گنکور در سال ۱۹۰۳ کرد.